# 황인용
황인용(黃仁龍, 1940년 1월 1일 ~ )은 대한민국의 방송인이다.

## 이력
- 경기도 파주시에서 태어나 교하초등학교, 용산중학교, 용산고등학교, 경희대학교 법학과를 졸업하고 1967년 동양방송의 3기 아나운서로 입사하였다.

- 여러 방송 진행을 하였으며, 특히 1975년부터 1980년까지 라디오 프로그램인 밤을 잊은 그대에게를 진행하였다.
- 1980년 11월 30일 밤 11시부터 자정까지 동양방송의 마지막 방송[1] 이었던 '밤을 잊은 그대에게'를 진행했는데, 방송 종료 5분을 남기고 울먹였던 일화는 유명하다.[2]

| “ | 남은 5분이 남은 5분이… 남은 5분이 너무 야속합니다. 10분이었으면 좋겠습니다. 5분이 10분이 될 수는 없습니까? 여러분이 아껴주시던 동양방송은 사라져도... 여러분의 가슴에 오래오래 동양방송의 기억을 소중히 묻어주시면 감사하겠습니다. 아 4분입니다. 안녕히 계십시오. 안녕히 계십시오. 여기는 TBC 동양방송 입니다. 여러분의 방송이었던 TBC 동양방송 입니다. 다시 만날 때까지 몸 건강히 안녕히 계십시오. 하시는 일이 뜻대로 이루어 지시고 하느님의 가호가 항상 TBC 가족이셨던 여러분과 함께 하기를 빌면서 물러갑니다. 저도 이제 헤드폰을 벗겠습니다. 감사합니다. 감사합니다. 그리고 이 정이 든 제 7스튜디오를 아니 동양방송은 이제 떠나겠습니다. 이제 동양방송은 3분입니다. 끝으로 동양방송의 호출번호를 여러분께 다시 한 번 알려드리겠습니다. 여기는 … 육백 삼십 … 구 킬로헤르츠… HLKC … 동양…방송입니다.... | ” |
|   | — 1980년 11월 30일 고별방송 육성 |   |

- 그 후 1982년 프리랜서를 선언하였고 MBC에서 일요일 아침시간대 어린이 프로그램을 진행하는 등 많은 프로그램을 진행하였고, 1997년 5월, 경기도 파주시 탄현면 법흥리에 토탈미술관 고전음악감상실 '카메라타'를 개업한 후 현재까지 운영하고 있다.

## 방송
- TBC 파노라마
- TBC 장수만세
- 밤을 잊은 그대에게 (TBC 동양라디오).
- TBS 즐거운 운전석
- TBS 황인용의 뮤직 투 뮤직
- TBS 황인용의 마이 웨이
- TBC 여고생 퀴즈
- TBC 퀴즈 100인에게 물읍시다
- 안녕하세요 황인용.강부자입니다 (TBC 라디오 → KBS 제2라디오)
- 안녕하세요 황인용.김미화입니다 (KBS 제2라디오)
- KBS 1TV 무엇이든 물어보세요
- KBS 2FM 황인용의 영팝스
- KBS 1TV 당첨! 올림픽복권
- KBS 2TV 행운의 스튜디오
- KBS 2TV 100세 퀴즈쇼
- MBC 황인용의 생방송 아침이 좋다
- MBC 세상사는 이야기
- MBC 표준FM 100분 쇼
- MBC FM4U FM모닝쇼
- EBS 직업의 세계
- EBS 자본주의
- 두여자 - 아나운서실장 역
- MBC 기획특집극 강가에 앉아서 울다 -박찬호역
- MBN 울엄마
- EBS 다큐프라임 - 교육대기획 시험 4부 서울대 A+의 조건 - 내레이션
- KBS1 신년 특집 80세 청춘의 비밀 - 내레이터
- SBS 생활의 달인 - 내레이션
- KBS1 KBS 스페셜 861회 : 삶의 기술 - 나이듦에 대하여 - 내레이션

## 상훈
- 1995 MBC 연기대상 최우수상 (라디오부문)